# Iron Butterfly
Iron Butterfly este o formație rock americană, cunoscută în primul rând pentru hit-ul "In-A-Gadda-Da-Vida" (1968). Melodia, care durează 17 minute, a intrat în top 30 în SUA, iar în Olanda s-a clasat pe locul 9. A fost înregistrată de Doug Ingle (clape și voce), Lee Dorman (chitară bas), Ron Bushy (tobe) și tânărul de 17 ani Erik Brann (1950-2003).

## Discografie

### Single-uri
- Don't Look Down On Me b/w Possession
- Possession b/w Evil Temptation
- Unconscious Power b/w Possession
- In-A-Gadda-Da-Vida (2:52) b/w Iron Butterfly Theme (3:25)
- Soul Experience b/w In The Crowds
- In The Time Of Our Lives b/w It Must Be Love
- Easy Rider b/w Soldier In Our Town
- New Day b/w Soldier In Our Town (Europa)
- Silly Sally b/w Stone Believer
- Silly Sally b/w Talkbox Solo from Butterfly Bleu (Europa)
- Shady Lady b/w Best Years Of Our Lives (Europa)
- Pearly Gates b/w Searchin' Circles
- High On A Mountain Top b/w Scion
- Beyond The Milky Way b/w Get It Out
- I'm Right I'm Wrong (3:50) b/w Free
- In-A-Gadda-Da-Vida (2:52) b/w Soul Experience
- Thai EP: In-A-Gadda-Da-Vida

### EP-uri
- Iron Butterfly Theme b/w Look For The Sun AND Possession
- RADIO EP: Iron Butterfly Theme, Possession/Get Out Of My Life Woman, Unconscious Power
- In-A-Gadda-Da-Vida & Flowers & Beads/My Mirage

### Albume
- Heavy (1968) US #78,
- In-A-Gadda-Da-Vida (1968) US #4,
- Soundtrack to the Savage 7 (1968)
- Ball (1969) US #3,
- |Live (1970) US #20
- Metamorphosis (1970) US#16
- Evolution: The Best of Iron Butterfly (1971)
- Star Collection (1973)
- Scorching Beauty (1975) US #138
- Sun and Steel (1976)
- Rare Flight (1988)
- Light & Heavy: The Best of Iron Butterfly (1993)
- In-A-Gadda-Da-Vida Deluxe Edition (1995)
- Fillmore East 1968 (2011)[1]

### Bootleg-uri
- Live At The Galaxy Club 1967 (1967)
- Live 11/27/1968 (1968)
- Stone Believer: Live in Copenhagen, Denmark (25 ianuarie 1971)
- Live in Germany: 4/18/1997 (1997)
- Live in Cortland NY 8/19/2000 (2000)
- Live at the Firwood in Fife, WA (2001)
- Live in Butler, PA - 2/4/2006 (2006)

## Videografie
- In-A-Gadda-Da-Vida (Rhino Home Video, R3-2215) 1995
- Rock 'N' Roll Greats In Concert! (Passport Video) 2004
- Concert and Documentary: Europe 1997 (Studio ABC Records UK, ABCVP126DVD) 2008 (Europa), 2009 (Restul lumii)